# أعمال شغب جوهانسبرج 2019
شهدت مدينة جوهانسبرج بجنوب إفريقيا أعمال شغب لعدة أيام منذ 1 سبتمبر 2019، مما أدى إلى مقتل خمسة أشخاص على الأقل. وتستهدف أعمال العنف الرعايا الأجانب من بلدان أفريقيا، وعلى الأخص نيجيريا.

## الأحداث
في 1 سبتمبر 2019، اندلعت أعمال شغب ونهب استهدفت متاجر يملكها رعايا أجانب في جيبستاون وجوهانسبرغ سي بي دي عقب وفاة سائق سيارة أجرة. بحلول 3 سبتمبر، قيل إن الشرطة اعتقلت حوالي 81 شخصًا، وتوفي خمسة أشخاص مع انتشار النهب إلى بلدة ألكسندرا. حوالي 50 شركة تجارية مملوكة في الغالب من قبل الأفارقة (ومعظمهم من النيجيريين) تم تدميرها أو تضررت خلال الحادث.
قُتل شخصان بالرصاص لمحاولتهما نهب المحلات التجارية، بما في ذلك مواطن جنوب أفريقي اسمه إسحاق سيباكو (Isaac Sebaku) في كورونيشنفيل على يد صاحب متجر صومالي تم اعتقاله وشخص آخر في كروسبي. أكد رئيس وزراء جوتنج، ديفيد ماخورا (David Makhura)، أنه تم إطلاق النار على جنوب أفريقي بسبب حادث نهب. صرح وزير الشرطة بهيكي سيلي (Bheki Cele) بأن صاحب المتجر باكستاني.
ذكر موقع "News24" الجنوب أفريقي أن الشرطة أكدت مقتل اثنين من جنوب إفريقيا بالرصاص في بريكستون وصوفياتاون خلال أعمال الشغب، كما تم إطلاق النار على حارس أمن زيمبابوي في هيلبرو. قُتل ضحيتان مجهولان الجنسية في هيلبرو وجيبستاون. أكد بهيكي سيل أنه تم الإبلاغ عن خمس جرائم قتل، اثنان في كورونيشنفيل، واثنان في هيلبرو، وواحد في جيستاون.

## إضراب سائقي الشاحنات
تزامنت أعمال الشغب مع إضراب سائقي الشاحنات على مستوى البلاد احتجاجًا على توظيف سائقين من خارج جنوب إفريقيا. تزامن أيضًا مع نشر بيان لـهيومن رايتس ووتش بأن أكثر من 200 شخص (معظمهم من سائقي الشاحنات الأجانب) قُتلوا في جنوب إفريقيا منذ مارس 2018.

## ردود الفعل
رداً على الأحداث، ألغى اتحاد زامبيا لكرة القدم مباراة دولية لكرة القدم ضد جنوب إفريقيا في زامبيا بسبب «المخاوف الأمنية السائدة في جنوب إفريقيا». كما تم اقتحام متجر "Pick n Pay Stores"(سلسلة محلات السوبر ماركت في جنوب إفريقيا) في زامبيا عقب أعمال الشغب في جنوب إفريقيا.
أمّا في نيجيريا، فجميع المتاجر ومراكز الخدمات التي تديرها شركة الاتصالات الجنوب أفريقية MTN تم إغلاقها مؤقتًا بعد هجمات انتقامية على الشركة بسبب أعمال الشغب في جنوب إفريقيا. كما قامت شركات أخرى في جنوب إفريقيا بتعليق التداول مؤقتًا مثل Multichoice وShoprite التي أوقفت عملياتها. صرحت الممثلة النيجيرية تيوا سافاج (Tiwa Savage) على موقع تويتر بأنها سوف تلغي ظهورها في جنوب إفريقيا احتجاجًا على أعمال الشغب. في أعقاب أعمال الشغب، استدعى رئيس جمهورية نيجيريا محمد بخاري المفوض السامي لجنوب إفريقيا لإيصال مخاوفه بشأن الحادث إلى رئيس جنوب إفريقيا سيريل رامافوزا.
ذكرت منظمة (Right2Know) غير الحكومية في جنوب إفريقيا أن كراهية الأجانب وأعمال الشغب الناجمة عنها كانت جزئيًا نتيجة «الشعوبية المعادية للأجانب» التي تبناها سياسيون من جنوب إفريقيا مثل (Goodwill Zwelithini) و (Herman Mashaba) والرئيس سيريل رامافوزا. وقد انتقد عدد من مشاهير جنوب إفريقيا مثل نادية ناكاي وماناكا راناكا (Manaka Ranaka) وكاسبر نيوفست (Cassper Nyovest) علانية كره الأجانب وما ينتج عنه من أعمال شغب.
كما ألغت نيجيريا مشاركتها في المنتدى الاقتصادي الأفريقي الذي من المقرر عقده في كيب تاون رداً على أعمال الشغب. وأغلقت الحكومة النيجيرية سفارتها في جنوب أفريقيا بسبب مخاوف أمنية. أصدرت حكومة بوتسوانا نصائح سفر وتحذيرًا لمواطنيها في أعقاب أعمال الشغب المميتة التي استهدفت الأجانب.